# E-SUM RECORDS
e-SUM RECORDS（イーサム・レコード）は、かつて存在したユニバーサル ミュージック傘下の配信専門音楽レーベル。2006年4月19日に設立され、第1弾としてユハラユキの『マロの言葉』『Dreaming All Night』の着うたが配信サイト「レコード会社直営」（現レコチョク）で配信された。e-SUMとは『e-Seeds of Universal Music』の略であり、「ユニバーサル ミュージックの全世界のネットワークを通じ、より多くの作品を消費者に伝えていく」ことを目標としている。2008年4月にレーベル・ロゴを刷新。2009年よりレーベルとして本格始動。

## 在籍していた主なアーティスト
- ユハラユキ
- TWICE
- VIN SEV
- CANDLES
- ID:69
- Nammy（ナミー）[2]